# Athyreus nitidus
Athyreus nitidus är en skalbaggsart som beskrevs av Henry Fuller Howden och Martinez 1978. Athyreus nitidus ingår i släktet Athyreus och familjen Bolboceratidae. Inga underarter finns listade.